# Marek Kulus
Marek Krzysztof Kulus (ur. 23 kwietnia 1960 w Łodzi) – polski lekarz pulmonolog i alergolog, nauczyciel akademicki, profesor nauk medycznych.

## Życiorys
W 1985 ukończył studia medyczne w I Wydziale Lekarskim Akademii Medycznej w Warszawie. Specjalista w zakresie pediatrii (I stopień w 1990), chorób płuc (II stopień 1995), alergologii (II stopień w 2002) i chorób płuc dzieci (2015).
Stopień doktora nauk medycznych uzyskał w 1991 w Akademii Medycznej w Warszawie na podstawie rozprawy pt. Test prowokacyjny oskrzeli z karbacholem u dzieci chorych na astmę oskrzelową. W tej samej uczelni w 2000 uzyskał stopień doktora habilitowanego na podstawie pracy pt. Nieswoista nadreaktywność oskrzeli w wybranych chorobach układu oddechowego oraz u dzieci zdrowych. W 2009 otrzymał tytuł naukowy profesora.
Od 2001 kieruje Kliniką Pneumonologii i Alergologii Wieku Dziecięcego Warszawskiego Uniwersytetu Medycznego. W kadencjach 2002–2005 i 2005–2008 sprawował funkcję prodziekana do spraw studenckich I Wydziału Lekarskiego. Od 2012 pełni kadencję na stanowisku prorektora do spraw dydaktyczno-wychowawczych Warszawskiego Uniwersytetu Medycznego.
Członek towarzystw naukowych w tym m.in. Polskiego Towarzystwa Chorób Klatki Piersiowej, Polskiego Towarzystwa Pediatrycznego oraz European Academy of Allergology and Clinical Immunology i European Respiratory. Jest prezydentem Polskiego Towarzystwa Alergologicznego.
Autor lub współautor blisko 180 publikacji. Jego główne zainteresowania medyczne skupiają się wokół problemów dotyczących pneumonologii i alergologii dziecięcej. Promotor 5 prac doktorskich.

## Odznaczenia
- Srebrny Krzyż Zasługi[5]